# Sabueso cántabro
El Sabueso cántabro es una raza de perro de rastro originaria de Cantabria, España. Se trata de una raza exclusivamente de trabajo, dedicada a la caza con armas de fuego.
Los primeros relatos de su existencia son de comienzos del siglo XIX en las montañas de Cantabria.
Siempre tricolor, la raza exhibe color predominantemente negro con manchas castañas y blancas. Destaca por su gran olfato y por su sociabilidad con otros perros. Por ello es empleado en jaurías como auxiliar en la caza, especialmente de liebre y jabalí.
Tras años de degeneraciones por cruces se encuentra en fase de recuperación por la Asociación Española del Sabueso Cántabro fundada en 2005.